# Brunóc

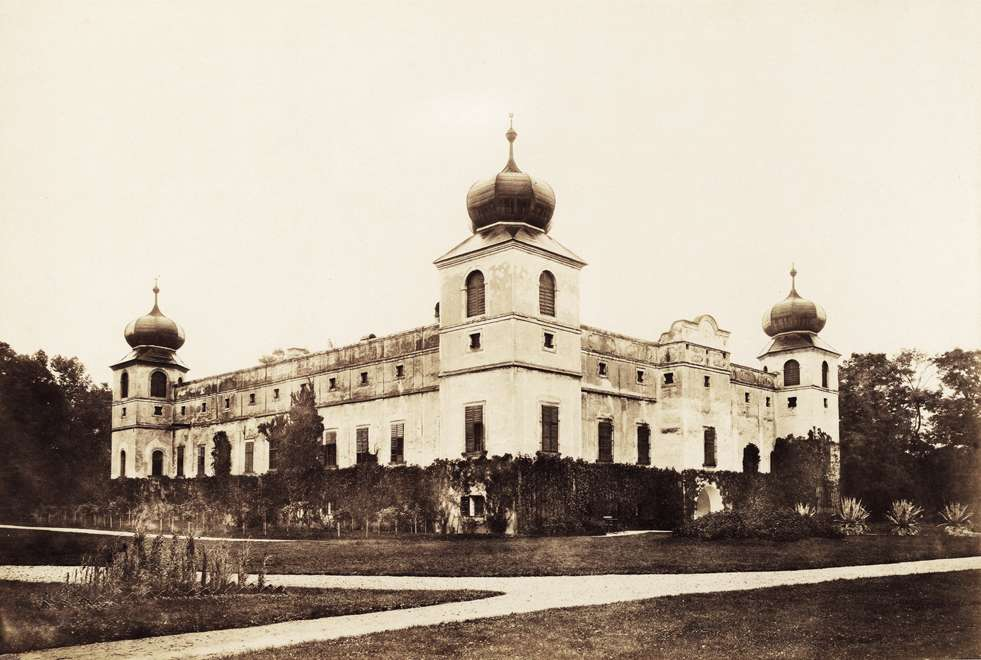
Mednyánszky-kastély. A felvétel 1895-1899 között készült.

Brunóc (szlovákul Brunovce) község Szlovákiában, a Trencséni kerület Vágújhelyi járásában.

## Fekvése
Vágújhelytől 9 km-re délre, a Vág jobb partján található.

## Története
A község területén már a történelem előtti időkben is éltek emberek. A korai bronzkorból az úněticei kultúra csontvázas sírjai kerültek elő.
A települést 1374-ben "Barnoch" néven említik először. A temetvényi váruradalom része volt. Urai a Bercsényiek, Komorók, Sándorok, Mednyánszkyak és mások voltak.
A faluban a 17. században Bercsényi Miklós építtetett kastélyt. 1701. április 21-én Bercsényi innen menekült Rákóczi letartóztatásának hírére a temetvényi erdőkbe, s másnap a hegyekből még láthatta, hogy császári csapatok rohanják meg kastélyát. A gróf így szinte az utolsó pillanatban tudott Lengyelországba szökni. A Rákóczi-szabadságharc végén, a katasztrofális vereséggel végződő trencséni csata (1708. augusztus 3.) után végleg császári kézre került, s a temetvényi Bercsényi-uradalommal együtt tulajdonjoga hűtlenség miatt a koronára szállt. Előbb a német Lindenheim tábornok, majd 1723-tól a szlavnicai Sándor család volt a tulajdonosa. A 19. században a Mednyánszky család birtoka lett.
1715-ben a nemesi községek 8 háztartása volt. 1720-ban malom is állt itt. 1753-ban 21 család élt a településen. 1787-ben 30 házában 275 lakos élt. 1828-ban 46 házát 320-an lakták. Lakói mezőgazdasággal, a nők hímzéssel, csipkeveréssel foglalkoztak. A községben szeszfőzde is működött.
Fényes Elek szerint "Brunócz, tót falu, Nyitra vármegyében, a Vágh jobb partján, Vág-Ujhelytől délre egy mfdnyire. Számlál 318 kath., 5 zsidó lak. Határa termékeny, de az áradásoktól sokat szenved. – Nevezetes benne egy nagy kastély, melly hajdan gr. Bercsényié volt; de Rákóczyval kivándorolván, a temetvényi uradalmával együtt a fiskus foglalta el, s most Sándor család lakja. Egy órányira innen a Vághon tul láthatni épülve. Ezt hajdan Ujlaky Lőrincz birta V-ik László adományából (1453); későbben, a Thurzók kezére jött; de ezen család is kihalván, a XVII-ik század elején III-dik Ferdinánd 1638-ban mind a várat, mind a hozzá tartozó uradalmat több nemzetségeknek ajándékozta. Ut. p. Galgócz."
Pallas nagylexikona szerint "Brunóc kisközség Nyitra vármegye vágujhelyi járásában 288 tót lakossal, szeszgyárral, vasuti állomással, posta- és táviróhivatallal, postatakarékpénztárral. Kastélya előbb Bercsényié volt, később a Sándor család bírta, most özv. Ghiczyné birtokában van".
A trianoni békeszerződésig Nyitra vármegye Vágújhelyi járásához tartozott.

## Népessége
| Év:            | 1994. | 2004.   | 2014.   | 2024.    |
| -------------- | ----- | ------- | ------- | -------- |
| Emberek száma: | 534   | 544     | 551     | 638      |
| Eltérés:       |       | +1,87 % | +1,28 % | +15,78 % |

| Év:            | 2023. | 2024.   |
| -------------- | ----- | ------- |
| Emberek száma: | 632   | 638     |
| Eltérés:       |       | +0,94 % |

1910-ben a falunak 315, többségben szlovák anyanyelvű lakosa volt, jelentős magyar kisebbséggel.
2001-ben 558 lakosából 553 szlovák volt.
2011-ben 557 lakosából 551 szlovák volt.

## Nevezetességei
- A Mednyánszky-kastélyt Bercsényi Miklós építtette 1687–1689 között és többször járt ott. 1708. július 31-én, a trencséni csatával végződő hadjáratának idején II. Rákóczi Ferenc fejedelem is megtekintette a kastélyt. A szabadságharc után átalakították, védőfalait és vizesárkát a 18. században tüntették el. A 19. században lett a Mednyánszkyaké, akik gondját viselték.